# Михайловский сельский совет (Новомосковский район)
Михайловский сельский совет (укр. Михайлівська сільська рада) — входит в состав
Новомосковского района
Днепропетровской области
Украины.
Административный центр сельского совета находится в 
с. Михайловка.

## Населённые пункты совета
- с. Михайловка
- с. Левенцовка